# Crambidia candida
Crambidia candida là một loài bướm đêm thuộc phân họ Arctiinae, họ Erebidae.